# José María de Murga y Mugártegui
José María de Murga y Mugártegui (Bilbao, 1827-Cádiz, 1 de diciembre de 1876), conocido como «el moro vizcaíno», fue un viajero, militar y escritor español.
Participó en la guerra de Crimea (1854-1856) como agregado a la comisión española. Tras no poder tomar parte en la guerra de África (1859-1860), abandonó el ejército y comenzó a preparar un viaje a Marruecos con el objeto de conocer y divulgar las costumbres y organización política del país. Allí trabajó como curandero y sacamuelas y se hizo llamar Hach Mohamed el Bagdady. Desde 1863 recorrió la distancia entre Tánger y Tetuán, luego siguió hasta Larache, Alcazarquivir, Mequinez, Fez, Salé, Rabat y Fedala. Volvió a España en 1865 tras la muerte de su madre. Fue nombrado diputado general del Señorío de Vizcaya en 1870. En 1873 realizó un segundo viaje a Marruecos, pero a los pocos meses se vio obligado a volver a España al sufrir unas fiebres. Participó como voluntario en la defensa de Bilbao durante el sitio que sufrió la ciudad en 1874. En 1876, cuando se disponía a volver a Marruecos, falleció en Cádiz debido a un grave problema hepático.
Fruto de su primer viaje es la obra titulada Recuerdos marroquíes del Moro vizcaíno, publicada en Bilbao en 1868.